# Pauls Sokolovs
Pauls Sokolovs (Riga, 17 luglio 1902 – 20 aprile 1971) è stato un calciatore e hockeista su ghiaccio lettone, di ruolo centrocampista.

## Carriera

### Club
Nel periodi in cui ha militato in nazionale ha giocato con l'RFK, con cui conquistò almeno due titoli.

### Nazionale
Ha giocato otto partite in nazionale, senza segnare reti; il suo esordio avvenne il 24 luglio 1923 nella gara amichevole contro l'Estonia.
In seguito prese parte ai giochi olimpici di Parigi del 1924.

## Statistiche

### Cronologia presenze e reti in nazionale
| Cronologia completa delle presenze e delle reti in nazionale ― Lettonia | Cronologia completa delle presenze e delle reti in nazionale ― Lettonia | Cronologia completa delle presenze e delle reti in nazionale ― Lettonia | Cronologia completa delle presenze e delle reti in nazionale ― Lettonia | Cronologia completa delle presenze e delle reti in nazionale ― Lettonia | Cronologia completa delle presenze e delle reti in nazionale ― Lettonia | Cronologia completa delle presenze e delle reti in nazionale ― Lettonia | Cronologia completa delle presenze e delle reti in nazionale ― Lettonia |
| Data                                                                    | Città                                                                   | In casa                                                                 | Risultato                                                               | Ospiti                                                                  | Competizione                                                            | Reti                                                                    | Note                                                                    |
| ----------------------------------------------------------------------- | ----------------------------------------------------------------------- | ----------------------------------------------------------------------- | ----------------------------------------------------------------------- | ----------------------------------------------------------------------- | ----------------------------------------------------------------------- | ----------------------------------------------------------------------- | ----------------------------------------------------------------------- |
| 24-7-1923                                                               | Tallinn                                                                 | Estonia                                                                 | 1 – 1                                                                   | Lettonia                                                                | Amichevole                                                              | -                                                                       |                                                                         |
| 27-5-1924                                                               | Saint-Ouen                                                              | Francia                                                                 | 7 – 0                                                                   | Lettonia                                                                | Olimpiadi 1924 - Preliminare                                            | -                                                                       |                                                                         |
| 22-6-1924                                                               | Riga                                                                    | Lettonia                                                                | 1 – 3                                                                   | Turchia                                                                 | Amichevole                                                              | -                                                                       |                                                                         |
| 14-8-1924                                                               | Riga                                                                    | Lettonia                                                                | 0 – 2                                                                   | Finlandia                                                               | Amichevole                                                              | -                                                                       |                                                                         |
| 16-8-1924                                                               | Kaunas                                                                  | Lituania                                                                | 2 – 4                                                                   | Lettonia                                                                | Amichevole                                                              | -                                                                       |                                                                         |
| 9-8-1925                                                                | Helsinki                                                                | Finlandia                                                               | 3 – 1                                                                   | Lettonia                                                                | Amichevole                                                              | -                                                                       |                                                                         |
| 26-8-1925                                                               | Tallinn                                                                 | Estonia                                                                 | 2 – 2                                                                   | Lettonia                                                                | Amichevole                                                              | -                                                                       |                                                                         |
| 20-9-1925                                                               | Riga                                                                    | Lettonia                                                                | 2 – 2                                                                   | Lituania                                                                | Amichevole                                                              | -                                                                       |                                                                         |
| Totale                                                                  |                                                                         | Presenze                                                                | 8                                                                       |                                                                         | Reti                                                                    | 0                                                                       |                                                                         |

## Palmarès

### Club
- Campionato lettone: 2

1924, 1925